# كارل صباغ
كارل عيسى خليل صباغ (1942-) هو كاتب وصحفي ومُنتج تلفزيوني بريطاني من أصل فلسطيني، وهو نجل الإعلامي الفلسطيني عيسى صباغ.

## الأصل والنشأة
ولد كارل صباغ في ورسسترشاير، إنجلترا في أوائل الأربعينيات. كان والده المذيع الفلسطيني المسيحي عيسى صباغ، في ذلك الوقت يعمل في خدمة بي بي سي العربية؛  كانت والدته الإنجليزية باميلا غرايدون من أصل أمريكي-إيرلندي. طُلّق والديه بعد وقت قصير من ولادته، وعاش والده في وقت لاحق في الولايات المتحدة، لكن كارل بقي في إنجلترا مع والدته، وهو متزوج من سو هيبر بيرسي ولديهما أربعة أطفال.

## أعماله
أعماله غير خيالية بشكل أساسي، فقد كتب كتباً عن الأحداث التاريخية وأنتج أفلامًا وثائقية لكل من المُذيعين البريطانيين والأمريكيين. أنتج صباغ برامج لشبكات BBC وPBS ، والتي تناولت العديد من المجالات المتنوعة مثل الفيزياء والطب وعلم النفس والفلسفة والأنثروبولوجيا والتكنولوجيا. كما كتب صباغ مقالات للعديد من الصحف والمجلات.
وكان منتجًا لمحاضرات المعهد الملكي لعيد الميلاد، «التاريخ الطبيعي لشعاع الشمس» لجورج بورتر في عام 1976 و «الكواكب» لكارل ساجان في عام 1977.
كتاب صباغ «فلسطين: تاريخ شخصي» (2006) وهو كتاب يمزج تاريخ فلسطين من القرن الثامن عشر، مع سرد لعائلته الأبوية، الذين كانوا أعضاء مسيحيين بارزين في المُجتمع الفلسطيني في الجليل طوال تلك الفترة، استقروا في مدينة صفد على الأقل من بداية القرن ال 19. يحتوي الكتاب على سرد نقدي للمستوطنة الصهيونية التي اغتصبت واستولت بشكل نهائي على فلسطين في النصف الأول من القرن العشرين.

### كتاب فلسطين: تاريخ شخصي
قال كارل صباغ إن كتابه «فلسطين: تاريخ شخصي» الصادر عن المؤسسة العربية للدراسات والنشر، هو قصة عائليّة، إلاّ أنّه يكشف خفايا في المأساة الفلسطينية لا تتحدث عنها التواريخ الرسمية. كما يكشف الكثير من زيف الادعاءات اليهودية على الأرض، لاسيما ما يتعلق منها بتاريخ الناس العاديّين وتأثيرها على مصائرهم. كما ذهب إلى فلسطين في العام 2004، إلى المدينة التي عاشت عائلته فيها وهي مدينة «صفد»، حيث وجد البيوت العربية احتلها المهاجرون اليهود، والنقوش العربية فوق الأبواب قد شوهت لتغيير المعالم وتمويه الحقائق. وأوضح صباغ أنه عادة ما يرد ذكر الفلسطينيين في وسائل الإعلام الغربية دون أن يعرف الناس أي شيء عن دولة فلسطين وتاريخها، بالرغم من أنه قد قام في أرض فلسطين مجتمع متكامل شكل العرب فيه أكثر من تسعين بالمائة من مجموع السكان.
وكانت عائلة المؤلف جزءا من هذا النسيج الاجتماعي، وأحد أجداده وهو إبراهيم صباغ وزيرا عند ظاهر العمر الذي حكم فلسطين في القرن الثامن عشر، والذي عرف باسم «ملك فلسطين الأول».ورأى صباغ أن قيام الكيان الإسرائيلي في فلسطين، ألحق ظلما فادحا بالفلسطينيين، لأن هذا الكيان قام من خلال نشر سلسلة من الأكاذيب الرسمية، التي لم تنقطع حتى هذه اللحظة. ويكشف صباغ في هذا الكتاب، من خلال تاريخ عائلته الشخصي، سخافة ادعاء إسرائيل بأن فلسطين كانت أرضًا بلا شعب، مشيرا إلى أن جده خليل صباغ كان محامياً في طولكرم، وأن أقرباء له كانوا من رجال الأعمال والتجارة، وكانت هنالك صلات اجتماعيّة وحضاريّة بين فلسطين والمشرق العربي.
وقد قام صباغ بتأليف الكتاب في العام 2006، مستفيدا من تاريخ فلسطين منذ القرن الثامن عشر، والتقاطعات بين تاريخ عائلته الشخصي، التي كانت من أبرز العائلات المسيحية في المجتمع الفلسطيني في الجليل طوال تلك الفترة، واستقروا في بلدة صفد على الأقل منذ بداية القرن التاسع عشر. ويتضمن الكتاب وصفاً ينتقد الاستيطان الصهيوني، واستيلاء اليهود على فلسطين في النصف الأول من القرن العشرين. ويصور المؤلف مراحل من تطور المجتمع العربي الفلسطيني في البلدات والمدن، مع ما رافق ذلك من حياة ثقافية وسياسية متطورة أيضاً. ويشير إلى العلاقات الجيدة بين الكثيرين من العرب واليهود قبل العام 1948.
ويذهب صباغ إلى أن المشكلة بين الطرفين هي مشكلة سياسية وليست من نوع آخر. وقد بدأت مع قدوم الصهيونية وادعائها بأن أرض فلسطين لها. ويوضح صباغ أن الفلسطينيين في ذلك الحين كانوا يعانون انشقاقات فئوية، ولم يكن لدى قيادتهم خطة إستراتيجية للمواجهة، ولا قيادة عسكرية موحدة، وأن الإسرائيليين استثمروا الأوضاع لتشويه الحقائق عن حرب 1948، كما تبين كتابات بعض المؤرخين الإسرائيليين. ويقول جوناثان ميلر في كلمة على غلاف الكتاب "يوضح هذا الكتاب ما يمتلكه كارل صباغ من مؤهلات استطاع من خلالها أن يزودنا بسجل موثق لبقعة جغرافية تخضع لنزاع مؤلم، وفي مقدمة هذه المؤهلات علاقات عائلة الصباغ المتجذرة في المنطقة، والتي تعود في تاريخها إلى العام 1700.
ونجح كارل صباغ في تفنيد المزاعم التي تدعي أن فلسطين كانت أرضا بلا سكان، وأنها في انتظار عودة سكان أصليين لها أعطوا لنفسهم شرعية العودة من خلال قدسية مصطنعة.وأقل ما يقوم به كارل صباغ في هذا الكتاب، أنه يزود القارئ بما نحن بحاجة إليه لتسوية عقلانية لهذا النزاع المدمر للطرفين على حد سواء، وقام بترجمة الكتاب محمد زيدان وراجعه الدكتور حسين ياغي، ويقع الكتاب في 336 صفحة من القطع الكبير. ويذكر أن صباغ كاتب ومنتج تلفزيوني صدر له العديد من المؤلفات ومنها؛ الجسم الحي (1984، مع كريستيان برنارد)، ناطحة سحاب (1989)، السحر أو الطب (1993)، مع روب بوكمان)، القرن 21 النفاثة (1996)، السلطة في الفن (2000). تذكر طفولتنا: كيف تخوننا الذاكرة (2009)، وغيرها.

## مؤلفات
- الجسم الحي (1984 ؛ مع كريستيان بارنارد).
- ناطحة سحاب: صنع مبنى (1989) (قصة بناء ون وورلد وايد بلازا)
- السحر أو الطب؟: تحقيق في الشفاء والمعالجين (1993 ؛ مع روب بوكمان) (تحقيق في الطب البديل)
- طائرة القرن الحادي والعشرين: صنع وتسويق طائرة بوينج 777 (1996)
- قضية رم: قصة حقيقية للاحتيال النباتي (1999) (حول الاحتيال النباتي الذي ارتكبه جون ويليام هيسلوب هاريسون)
- السلطة في الفن (2000) (قصة إعادة تطوير محطة طاقة Bankside باسم Tate Modern)
- أصفار د. ريمان: البحث عن حل المليون دولار لأكبر مشكلة في الرياضيات (2002)؛ فرضية ريمان: أكبر مشكلة غير محلولة في الرياضيات، الطبعة الأمريكية الأولى (2003) [7] (حول فرضية ريمان)
- فلسطين: تاريخ شخصي (2006)
- قضيتك ميؤوس منها: نصيحة من ورقة الصبي الخاصة (2007)
- تذكر طفولتنا: كيف تخوننا الذاكرة (2009)
- شعر الكلب ومفاجآت علمية أخرى (2009)
- محاكمات ليدي جين دوغلاس (2014)
- حروب معاداة السامية: كيف فشلت وسائل الإعلام البريطانية في جمهورها (2018) (ردمك 9781911072362)
- بريطانيا في فلسطين (قصة الحكم البريطاني لفلسطين 1917-1948)[8]

## أُنظر أيضاً
- عيسى صباغ
- خليل صباغ

## روابط خارجية
- معلومات ببليوغرافية من كتالوج المكتبة البريطانية وكتيب مكتبة الكونغرس